# Per Barfoed
Lars Peter Theofil 'Per' Barfoed (9. juli 1890 i Blåhøj – 6. september 1939 i Klampenborg) var en dansk journalist og digter, kendt under pseudonymerne Bror Mika og P. Sørensen-Fugholm.
Han havde to yngre brødre, forfatteren Viggo Barfoed, som skrev under pseudonymet Ærbødigst, og præsten Niels Aage Barfoed.

## Eksternt link
- Per Barfoed på Dansk Forfatterleksikon
- http://www.litteraturpriser.dk/aut/bp.htm#BPerBarfoed
- http://fugholm.wordpress.com/